# Bowbells (Dakota del Norte)
Bowbells es una ciudad ubicada en el condado de Burke en el estado estadounidense de Dakota del Norte. En el censo de 2010 tenía una población de 336 habitantes y una densidad poblacional de 161,56 personas por km².

## Geografía
Bowbells se encuentra ubicada en las coordenadas 48°48′13″N 102°14′50″O / 48.80361, -102.24722. Según la Oficina del Censo de los Estados Unidos, Bowbells tiene una superficie total de 2.08 km², de la cual 2.06 km² corresponden a tierra firme y (0.87%) 0.02 km² es agua.

## Demografía
Según el censo de 2010, había 336 personas residiendo en Bowbells. La densidad de población era de 161,56 hab./km². De los 336 habitantes, Bowbells estaba compuesto por el 96.43% blancos, el 0% eran afroamericanos, el 0.6% eran amerindios, el 2.68% eran asiáticos, el 0% eran isleños del Pacífico, el 0% eran de otras razas y el 0.3% pertenecían a dos o más razas. Del total de la población el 0.6% eran hispanos o latinos de cualquier raza.